# Jugy
Jugy est une commune française située dans le département de Saône-et-Loire, en région Bourgogne-Franche-Comté.
Ses habitants se nomment les Jugerats et les Bourgignoules.[réf. nécessaire]

## Géographie

### Climat
Pour des articles plus généraux, voir Climat de la Bourgogne-Franche-Comté et Climat de Saône-et-Loire.
En 2010, le climat de la commune est de type climat océanique dégradé des plaines du Centre et du Nord, selon une étude du Centre national de la recherche scientifique s'appuyant sur une série de données couvrant la période 1971-2000. En 2020, Météo-France publie une typologie des climats de la France métropolitaine dans laquelle la commune est exposée à un climat semi-continental et est dans la région climatique Bourgogne, vallée de la Saône, caractérisée par un bon ensoleillement (1 900 h/an), un été chaud (18,5 °C), un air sec au printemps et en été et des vents faibles.
Pour la période 1971-2000, la température annuelle moyenne est de 11,3 °C, avec une amplitude thermique annuelle de 17,9 °C. Le cumul annuel moyen de précipitations est de 877 mm, avec 10,4 jours de précipitations en janvier et 7,4 jours en juillet. Pour la période 1991-2020, la température moyenne annuelle observée sur la station météorologique de Météo-France la plus proche, « Romenay », sur la commune de Romenay à 19 km à vol d'oiseau, est de 11,8 °C et le cumul annuel moyen de précipitations est de 983,9 mm. 
La température maximale relevée sur cette station est de 40,7 °C, atteinte le 12 août 2003 ; la température minimale est de −19,5 °C, atteinte le 17 janvier 1985,,.
Les paramètres climatiques de la commune ont été estimés pour le milieu du siècle (2041-2070) selon différents scénarios d'émission de gaz à effet de serre à partir des nouvelles projections climatiques de référence DRIAS-2020. Ils sont consultables sur un site dédié publié par Météo-France en novembre 2022.

## Urbanisme

### Typologie
Au 1er janvier 2024, Jugy est catégorisée commune rurale à habitat dispersé, selon la nouvelle grille communale de densité à sept niveaux définie par l'Insee en 2022.
Elle est située hors unité urbaine. Par ailleurs la commune fait partie de l'aire d'attraction de Chalon-sur-Saône, dont elle est une commune de la couronne,. Cette aire, qui regroupe 109 communes, est catégorisée dans les aires de 50 000 à moins de 200 000 habitants,.

### Occupation des sols
L'occupation des sols de la commune, telle qu'elle ressort de la base de données européenne d’occupation biophysique des sols Corine Land Cover (CLC), est marquée par l'importance des territoires agricoles (55,8 % en 2018), une proportion sensiblement équivalente à celle de 1990 (56,2 %). La répartition détaillée en 2018 est la suivante : forêts (37,1 %), terres arables (35 %), zones agricoles hétérogènes (12,5 %), prairies (8,3 %), zones urbanisées (4,5 %), zones industrielles ou commerciales et réseaux de communication (2,6 %). L'évolution de l’occupation des sols de la commune et de ses infrastructures peut être observée sur les différentes représentations cartographiques du territoire : la carte de Cassini (XVIIIe siècle), la carte d'état-major (1820-1866) et les cartes ou photos aériennes de l'IGN pour la période actuelle (1950 à aujourd'hui).

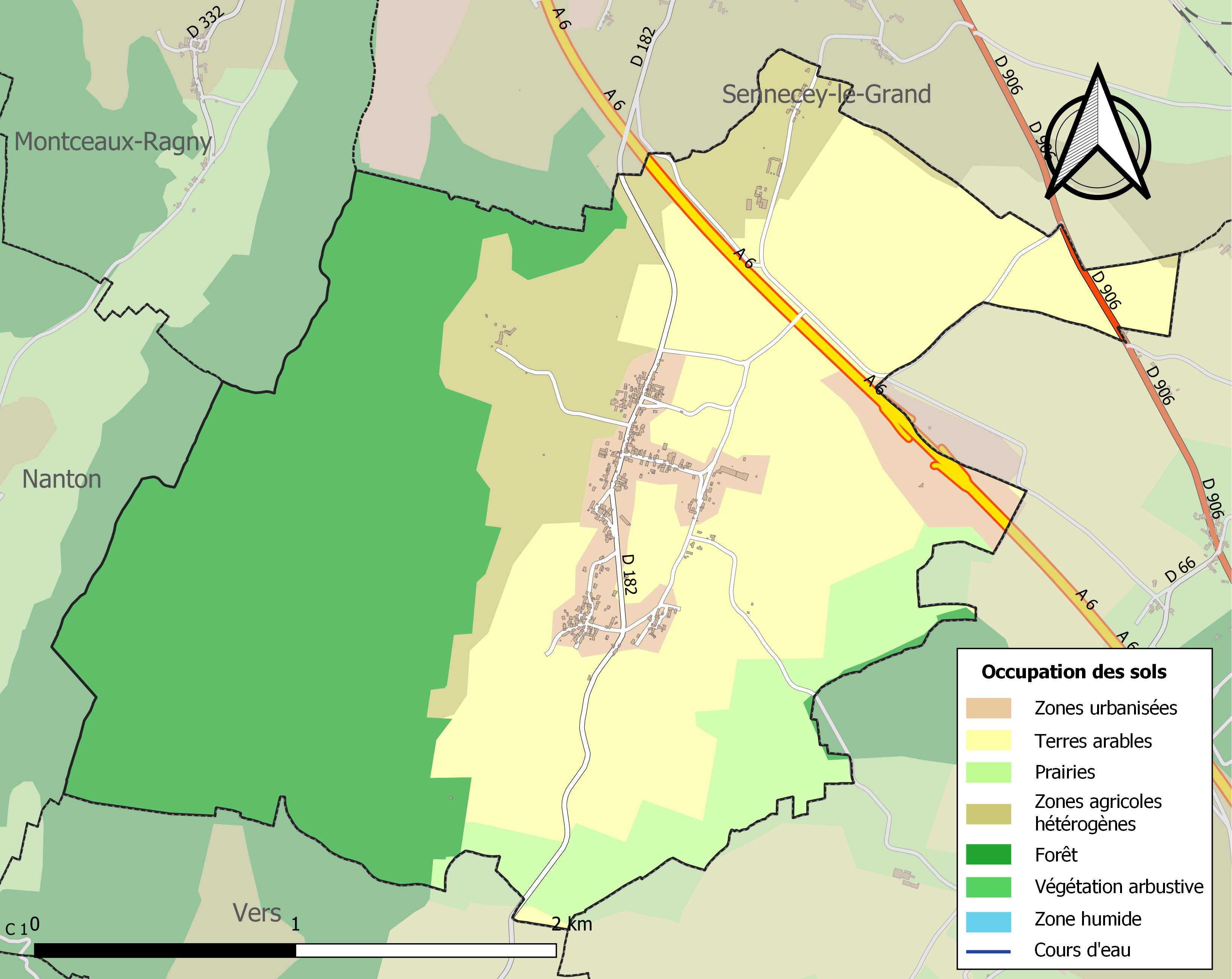
Carte des infrastructures et de l'occupation des sols de la commune en 2018 (CLC).

## Toponymie

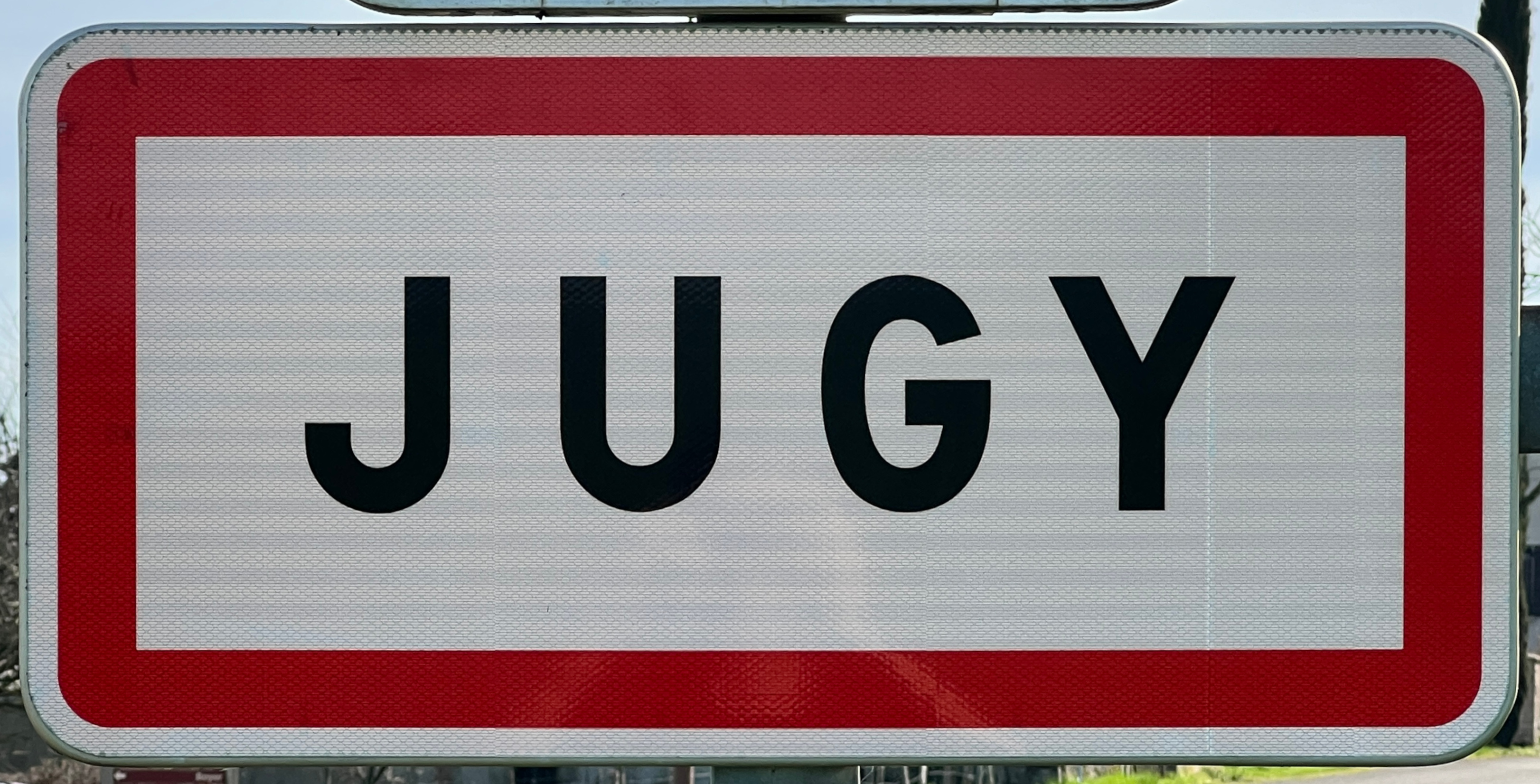
Panneau d'entrée dans la commune.

## Politique et administration

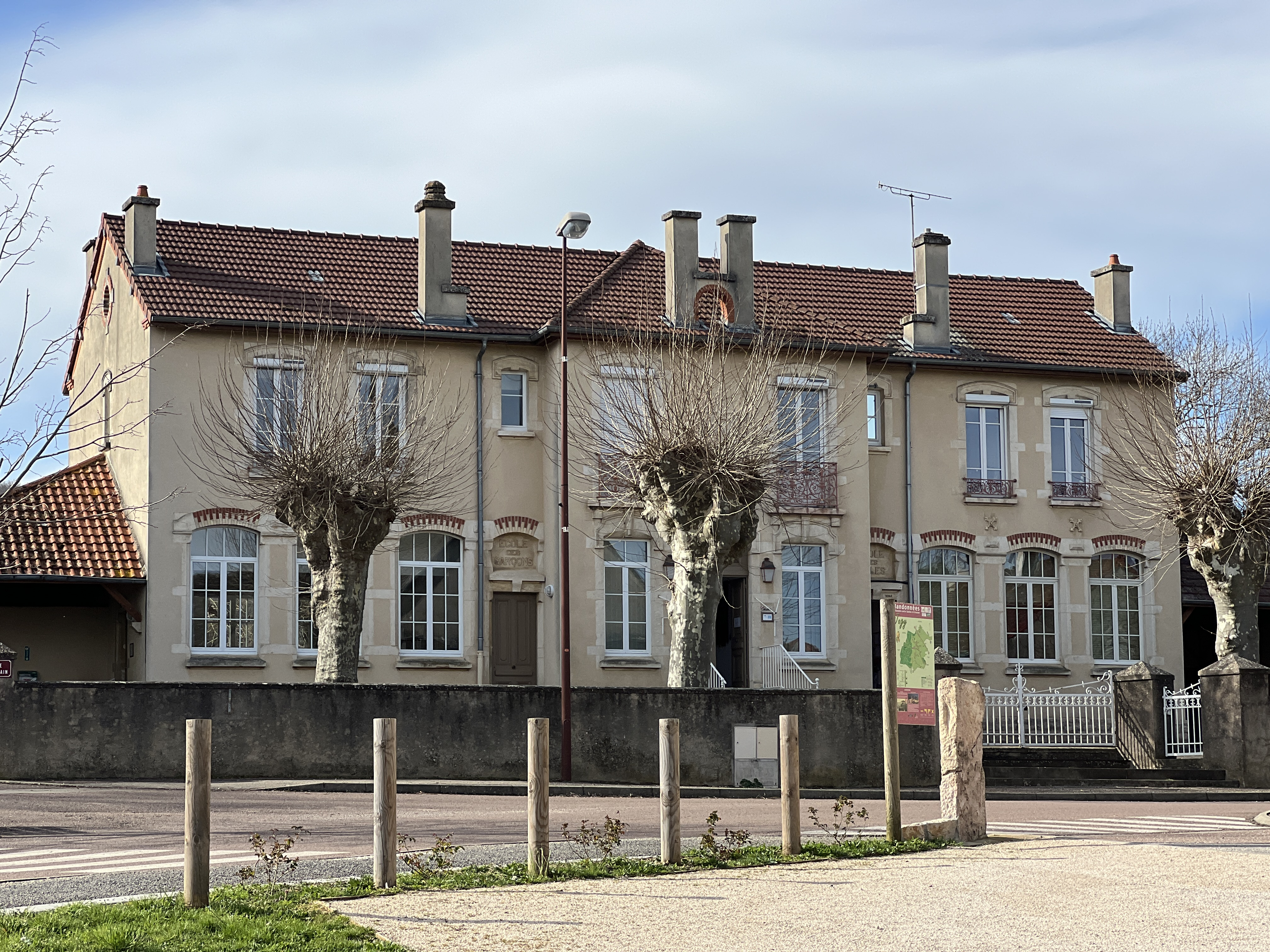
Mairie-école.

### Tendances politiques et résultats

#### Élections présidentielles
Le village de Jugy place en tête à l'issue du premier tour de l'élection présidentielle française de 2017, Marine Le Pen (RN) avec 26,14 % des suffrages. Mais lors du second tour, Emmanuel Macron (LaREM) est en tête avec 65,58 %.

#### Élections législatives
Le village de Jugy faisant partie de la quatrième circonscription de Saône-et-Loire, place en tête, lors du 1er tour des élections législatives françaises de 2017, Cécile Untermaier (PS) avec 26,09 % ainsi que lors du second tour avec 70,93 % des suffrages.
Lors du 1er tour des élections législatives françaises de 2022, Cécile Untermaier (PS), députée sortante, arrive en tête avec 37,60 % des suffrages comme lors du second tour, avec cette fois-ci, 68,27 % des suffrages.

#### Élections régionales
Le village de Jugy place la liste « Pour la Bourgogne et la Franche-Comté » menée par Gilles Platret (LR), dès le 1er tour des élections régionales de 2021 en Bourgogne-Franche-Comté, avec 35,00 % des suffrages. Lors du second tour, les habitants décideront de placer la liste de « Notre Région Par Cœur » menée par Marie-Guite Dufay, présidente sortante (PS) en tête, avec cette fois-ci, près de 43,68 % des suffrages. Devant les autres listes menées par Gilles Platret (LR) en seconde position avec 35,63 %, Julien Odoul (RN), troisième avec 12,64 % et en dernière position celle de Denis Thuriot (LaREM) avec 8,05 %. Il est important de souligner une abstention record lors de cette élection qui n'ont pas épargné le village de Jugy avec lors du premier tour 53,13 % d'abstention et au second, 58,48 %.

#### Élections départementales
Le village de Jugy faisant partie du canton de Tournus place le binôme de Jean-Claude Becousse (DVD) et Colette Beltjens (DVD), en tête, dès le 1er tour des élections départementales de 2021 en Saône-et-Loire avec 61,62 % des suffrages. Lors du second tour, les habitants décideront de placer de nouveau le binôme de Jean-Claude Becousse (DVD) et Colette Beltjens (DVD), en tête, avec cette fois-ci, près de 62,07 % des suffrages. Devant l'autre binôme menée par Delphine Dugué (DVG) et Mickaël Maniez (DVG) qui obtient 37,93 %. Il est important de souligner une abstention record lors de ces élections qui n'ont pas épargné le village de Jugy avec lors du premier tour 53,13 % d'abstention et au second, 58,48 %.

### Liste des maires de Jugy
| Période                                  | Période   | Identité                  | Étiquette | Qualité |
| ---------------------------------------- | --------- | ------------------------- | --------- | ------- |
| Les données manquantes sont à compléter. |           |                           |           |         |
| mars 1983                                | mars 2008 | Monique Moret (1934-2019) |           |         |
| mars 2008                                | mars 2014 | Jacques Simon             |           |         |
| mars 2014                                | en cours  | Fabien Brusson            |           |         |

## Démographie

Les vignobles du Mâconnais.

L'évolution du nombre d'habitants est connue à travers les recensements de la population effectués dans la commune depuis 1793. Pour les communes de moins de 10 000 habitants, une enquête de recensement portant sur toute la population est réalisée tous les cinq ans, les populations de référence des années intermédiaires étant quant à elles estimées par interpolation ou extrapolation. Pour la commune, le premier recensement exhaustif entrant dans le cadre du nouveau dispositif a été réalisé en 2008.

En 2022, la commune comptait 332 habitants, en évolution de +2,15 % par rapport à 2016 (Saône-et-Loire : −1,06 %, France hors Mayotte : +2,11 %).
| 1793 | 1800 | 1806 | 1821 | 1831 | 1836 | 1841 | 1846 | 1851 |
| ---- | ---- | ---- | ---- | ---- | ---- | ---- | ---- | ---- |
| 618  | 597  | 612  | 587  | 594  | 608  | 616  | 603  | 600  |

| 1856 | 1861 | 1866 | 1872 | 1876 | 1881 | 1886 | 1891 | 1896 |
| ---- | ---- | ---- | ---- | ---- | ---- | ---- | ---- | ---- |
| 575  | 563  | 564  | 520  | 529  | 509  | 417  | 434  | 416  |

| 1901 | 1906 | 1911 | 1921 | 1926 | 1931 | 1936 | 1946 | 1954 |
| ---- | ---- | ---- | ---- | ---- | ---- | ---- | ---- | ---- |
| 460  | 442  | 445  | 374  | 367  | 352  | 340  | 322  | 285  |

| 1962 | 1968 | 1975 | 1982 | 1990 | 1999 | 2006 | 2008 | 2013 |
| ---- | ---- | ---- | ---- | ---- | ---- | ---- | ---- | ---- |
| 319  | 309  | 261  | 262  | 267  | 250  | 290  | 301  | 325  |

| 2018 | 2022 | - | - | - | - | - | - | - |
| ---- | ---- | - | - | - | - | - | - | - |
| 318  | 332  | - | - | - | - | - | - | - |

## Culture locale et patrimoine

### Lieux et monuments
- Le lavoir de la Ferrière, à toiture en impluvium, restauré en 2018[22].
- L'aire de repos de l'autoroute du Soleil créée en 1989 avec un terrain de jeux sur le thème des champignons[23]. Des sculptures de la mascotte de l'aire sont visibles sur le bord de l'autoroute[24],[25],[26].

## Pour approfondir